# Pusztaszabolcs
Pusztaszabolcs är en mindre stad i provinsen Fejér i centrala Ungern. Staden har 5 746 invånare (2024), på en yta av 51,67 km². Den ligger cirka 45,5 kilometer sydväst om centrala Budapest.